# Liste der portugiesischen Botschafter in der Demokratischen Republik Kongo
Die Liste der portugiesischen Botschafter in der Demokratischen Republik Kongo listet die Botschafter der Republik Portugal in der Demokratischen Republik Kongo (zwischen 1971 und 1997 Zaire) auf. Die Länder unterhalten seit 1960 diplomatische Beziehungen, die auf die Ankunft der Portugiesischen Seefahrer am Kongo-Strom 1482 und der ab 1491 erfolgten Aufnahme diplomatischer Beziehungen zwischen dem Königreich Portugal und dem Königreich Kongo zurückgehen.
Erstmals akkreditierte sich ein portugiesischer Vertreter im Jahr 1960 in der kongolesischen Hauptstadt Léopoldville (seit 1966 Kinshasa). Die Botschaft Portugals residiert in der Avenue des Aviateurs Nr. 270 in La Gombe, eine der Stadtgemeinden der Hauptstadt Kinshasa. Die Botschaft ist auch für eine Reihe anderer afrikanischer Staaten zuständig.

## Missionschefs
| Name                                               | Bild                         | Amtszeit                     | Anmerkungen                                  |
| Demokratische Republik Kongo                       | Demokratische Republik Kongo | Demokratische Republik Kongo | Demokratische Republik Kongo                 |
| -------------------------------------------------- | ---------------------------- | ---------------------------- | -------------------------------------------- |
| António Aniceto de Siqueira Freire                 |                              | 4. Juli 1960 –12. Juli 1962  | Geschäftsträger                              |
| Rui Eduardo Barbosa de Medina                      |                              | 12. Juli 1962 –9. Juli 1963  | Geschäftsträger                              |
| Duarte Vaz Pinto da Fonseca de Sá Pereira e Castro |                              | 9. Juli 1963 –1966           | Geschäftsträger                              |
| António Baptista Martins                           |                              | ab 1977                      | Botschafter                                  |
| Luís Quartim Bastos                                |                              | ab 1982                      | Botschafter                                  |
| Álvaro Manuel Soares Guerra                        |                              | ab 1984                      | Botschafter, am 5. März 1984 akkreditierten  |
| José Manuel Duarte de Jesus                        |                              | ab 1989                      | Botschafter, am 3. April 1989 akkreditiert   |
| João Carlos Bessa Pinto Versteeg                   |                              | ab 1995                      | Botschafter, am 7. Februar 1995 akkreditiert |
| Francisco Domingos Garcia Falcão Machado           |                              | 25. Juli 1999 –18. März 2004 | Botschafter, 1999 akkreditiert               |
| Alfredo Manuel Silva Duarte Costa                  |                              | 30. März 2004 –7. März 2008  | Botschafter                                  |
| João Manuel Pina Perestrello Cavaco                |                              | 3. März 2008 –5. Mai 2013    | Botschafter                                  |
| João José Cabral de Albuquerque Côrte-Real         |                              | 2013 –1. Dezember 2016       | Botschafter, am 6. Juni 2013 akkreditiert    |
| António Gaspar Inocêncio Pereira                   |                              |                              | Botschafter, am 23. Januar 2017              |